# Hapoel Ramat Gan FC
El Hapoel Ramat Gan Giv'atayim F.C. es un equipo de fútbol de Israel que juega en la Liga Leumit, la segunda liga de fútbol más importante del país.

## Historia
Fue fundado en el año 1927 en la ciudad de Ramat Gan y Giv'atayim durante el Mandato británico de Palestina por comerciantes judíos. Después de la Declaración de independencia de Israel, el equipo formó parte de la Ligat ha'Al.
Cuenta con una rivalidad local con el Hakoah en el llamado Derby de Ramat Gan y en el año 2002/03 fue el primer equipo no perteneciente a la Ligat ha'Al en ganar la Copa de Israel. Ha sido campeón de Liga en 1 ocasión.
A nivel internacional ha participado en 2 torneos continentales, donde su mejor resultado ha sido en la Copa UEFA de 2003/04, en la que fue eliminado en la Primera Ronda por el Levski Sofia de Bulgaria.

## Palmarés
- Campeonato de Fútbol de Israel: 1

1963/64
- Copa de Israel: 2

2002-2003, 2012-2013
- Liga Leumit: 1

2011–12
- Liga Artzit: 1

2006–07
- Copa Toto Leumit: 1

2011
- Copa Toto Artzit: 3

1999/2000, 2005/06, 2006/07
- Copa 25 Aniversario de la Independencia: 0
  - Finalista: 1

1973

## Participación en competiciones de la UEFA
| Temporada | Torneo             | Ronda            | Club         | Ida | Vuelta | Global |
| --------- | ------------------ | ---------------- | ------------ | --- | ------ | ------ |
| 2003–04   | UEFA Cup           | 1                | Levski Sofia | 0–1 | 0–4    | 0–5    |
| 2013–14   | UEFA Europa League | Clasificatoria 3 | Estoril      | 0–0 | 0–1    | 0–1    |

## Entrenadores desde 2005
- Yuval Naim (octubre de 2005–junio de 2010)
- Shlomi Dora (julio de 2010–noviembre de 2010)
- Tzvika Tzemah (noviembre de 2010–enero de 2011)
- Freddy David (mayo de 2011–noviembre de 2012)
- Eli Cohen (noviembre de 2012–mayo de 2013)
- Arik Gilrovich (junio de 2013-presente)